# جون برايسون (سياسي)
جون برايسون هو مصرفي وسياسي أمريكي، ولد في 20 يونيو 1819 في بنسيلفانيا في الولايات المتحدة، وتوفي في 11 أكتوبر 1907 في لوس أنجلوس في الولايات المتحدة. نشط حزبياً في الحزب الديمقراطي. وقد انتخب عمدة لوس أنجلوس ‏.